# آبگل (مارگون)
آبگل، روستایی در دهستان دالون بخش مرکزی شهرستان مارگون در استان کهگیلویه و بویراحمد ایران است.

## جمعیت
بر پایه سرشماری عمومی نفوس و مسکن در سال ۱۳۹۵، جمعیت این روستا برابر با ۷۳ نفر (۱۵ خانوار) بوده است.